# Lee Rowley
Lee Benjamin Rowley, né le 11 septembre 1980 à Chesterfield, est un homme politique britannique, membre du Parti conservateur et ancien consultant en gestion.
Il est député du nord-est du Derbyshire de 2017 à 2024. Il est ministre d’État au Logement du 13 novembre 2023 au 5 juillet 2024.

## Jeunesse et carrière
Rowley est né à l'hôpital Scarsdale de Chesterfield. Fils d'un laitier, il grandit à Chesterfield et fréquente le lycée St Mary,. Rowley devient le premier membre de sa famille à fréquenter l'université en 1999, pour étudier l'histoire moderne au Lincoln College, à Oxford. Il étudie ensuite pour une maîtrise, également en histoire, à l'Université de Manchester.
Avant de devenir député, Rowley travaille dans les services financiers et le conseil en gestion. Il occupe des postes chez Barclays, KPMG, Santander et Co-op Insurance, où il est chef du changement au moment de son élection au Parlement,. Rowley contribue à la recherche sur le bien-être et le logement au groupe de réflexion de centre-droit, le Center for Social Justice.

## Conseiller de Westminster
Âgé de 26 ans, Rowley est élu conseiller conservateur en mai 2006 pour le quartier Maida Vale du Westminster City Council à Londres. Il est réélu en mai 2010 et est nommé membre du Cabinet pour le stationnement et le transport. Dans ce poste, il est responsable d'un essai innovant, autorisant les motos à utiliser les voies de bus en 2012 convenant d'un règlement à l'amiable avec Mouchel sur l'attribution d'un grand contrat de stationnement en 2011 et la victoire dans la Haute Cour en 2010 sur le principe de la facturation des motocyclistes pour le stationnement à Westminster.
En tant que membre du Cabinet chargé du stationnement au conseil, Rowley est chargé de mettre en œuvre la politique du conseil visant à étendre les restrictions de stationnement le soir et le week-end,. Surnommé une «taxe sur la vie nocturne» par Boris Johnson, le maire de Londres, et à la suite du blocage par la Haute Cour de l'introduction des frais de stationnement, les plans sont abandonnés lorsque son architecte, le chef du conseil Colin Barrow, démissionne,. Rowley fait également face à des appels à démissionner de diverses sources, notamment le chef Michel Roux Jr et Glenys Roberts, un collègue conseiller conservateur à Westminster.
Rowley s'occupe ensuite des services communautaires en janvier 2012. Il démissionne de ses fonctions de conseiller et de membre du cabinet à Westminster en mai 2014 pour se concentrer sur la candidature à l'élection en tant que député.

## Député
Rowley se présente sans succès aux élections générales de 2010 comme candidat conservateur pour Bolsover, où il arrive deuxième derrière Dennis Skinner. Il se présente à nouveau aux élections générales de 2015 comme candidat conservateur pour le nord-est du Derbyshire, à nouveau deuxième, mais en réduisant la majorité de la députée travailliste Natascha Engel à moins de 2 000 voix. Il est ensuite élu député du nord-est du Derbyshire aux élections générales de 2017 avec une majorité de 2 861 voix. Rowley est le premier député conservateur pour ce siège depuis 1935.
Avec son collègue député conservateur Luke Graham, Rowley contribue à la création et est coprésident de «Freer», une initiative du groupe de réflexion de droite, l'Institut des affaires économiques. Le groupe vise à promouvoir une société plus libre et une économie plus libre, grâce à des politiques économiques et sociales libérales.
Interrogé en juin 2017 par le Financial Times, Rowley déclare qu'il a voté pour le Brexit lors du référendum de 2016, mais qu'il n'a pas activement fait campagne pour cela. Il n'est pas membre mais soutient les positions prises par l'European Research Group - le principal groupe de lobbying eurosceptique au sein du Parlement, présidé alors par Steve Baker - et est l'un des nombreux députés conservateurs à s'opposer publiquement à la proposition Checkers de Theresa May,.
En octobre 2019, Rowley propose l'adresse loyale après le discours de la reine. Il augmente sa majorité de 2861 à 12 876 voix lors de l'élection générale de 2019.
Il est président d'un groupe parlementaire de tous les partis sur la fracturation, qu'il a mis en place. En mai 2020, Rowley est promu vice-président du Parti conservateur, en remplacement de son collègue Ranil Jayawardena. Il devient Lord commissaire du Trésor et Sous-secrétaire d'État parlementaire aux Entreprises et à l'Industrie du 17 septembre 2021 au 6 juillet 2022, puis Sous-secrétaire d'État parlementaire au Logement du 8 septembre au 27 octobre dans le gouvernement Truss et Sous-secrétaire d'État parlementaire au Gouvernement local le 27 octobre 2022 dans le gouvernement Sunak. Il devient ministre d’État au Logement le 13 novembre 2023.